# Palais de l'archiduc Joseph
Le palais de l'archiduc Joseph (en hongrois : József főhercegi palota), anciennement connu sous le nom de palais Teleki, est un palais de Budapest construit entre 1787 et 1789 et considérablement remodelé en 1902, situé dans le quartier du château de Buda, face à Krisztinaváros, en face du palais Sándor. Le palais classique de Teleki, achevé en 1789, est devenu la propriété de l'archiduc Joseph de Habsbourg en 1892, qui l'a remodelé dans un style historicisant. Son fils, l'archiduc Joseph-Auguste, en a hérité. L'édifice a été gravement endommagé lors du siège de Budapest en 1945, il a été démoli en 1968, et dans les années 1980 un champ médiéval de ruines et un musée souterrain ont été créés à sa place. Le 16 juillet 2021, sa reconstruction a commencé.

## Histoire
Au Moyen Âge, deux maisons s'élevaient à l'emplacement du palais. Du côté nord se dressait le palais de László Pálóczi, qui exerça la fonction de juge suprême du Royaume de Hongrie entre 1446 et 1470. Après la mort de Pálóczi, en 1471, le roi Matthias donna le bâtiment à Miklós Csupor, voïvode de Transylvanie. En 1474, il est transféré dans la salle capitulaire qui lui fait face et devient la résidence des chanoines. La maison de Benoît Heym construite en 1362 s'élevait sur la moitié sud de la parcelle, qui fut acquise par le cardinal Dömötör, archevêque d'Esztergom dans les années 1380, puis par la famille Bánffy après 1514.
Pendant les guerres turques, les deux maisons sont devenues des ruines. Après la reprise de Buda et l'expulsion des Turcs, elle devint la propriété des frères allemands Gassl, mais en 1714 la propriété fut expropriée par le Conseil de guerre de Vienne à des fins militaires (pour établir un poste de batterie). En 1787, il fut vendu aux enchères par l'armée, et fut acheté par József Teleki (1738-1796), archevêque d'Ugocs, garde de la couronne. Celui ci a fait édifier sa résidence, achevée en 1789, qui lui a donné son nom, longtemps utilisé, de Palais Teleki. En 1857, il a été acheté par le trésor impérial et attribué à l'archiduc Albert, qui était le gouverneur général militaire de la Hongrie entre 1851-59.
Après le compromis austro-hongrois de 1867, le ministère de l'Intérieur a été temporairement logé dans le palais Teleki. En 1869-1870, il a été reconstruit et agrandi en fonction des besoins de l'état-major général. L'archiduc Joseph de Habsbourg (1833–1905), général de cavalerie, commandant en chef des forces armées hongroises, a déplacé les bureaux du nouveau haut commandement des forces armées hongroises ici en 1873. Le nouveau ministère royal hongrois de la Défense est construit en 1889, les bureaux sont déplacés, l'archiduc Joseph achète pour lui-même le palais Teleki au Trésor. En 1902, l'archiduc reconstruit et agrandit le palais, dans un style historicisant, basé sur les plans de Flóris Korb et Kálmán Giergl. C'est alors qu'ont été construites les tours d'angle et les décorations orientales de la façade occidentale.

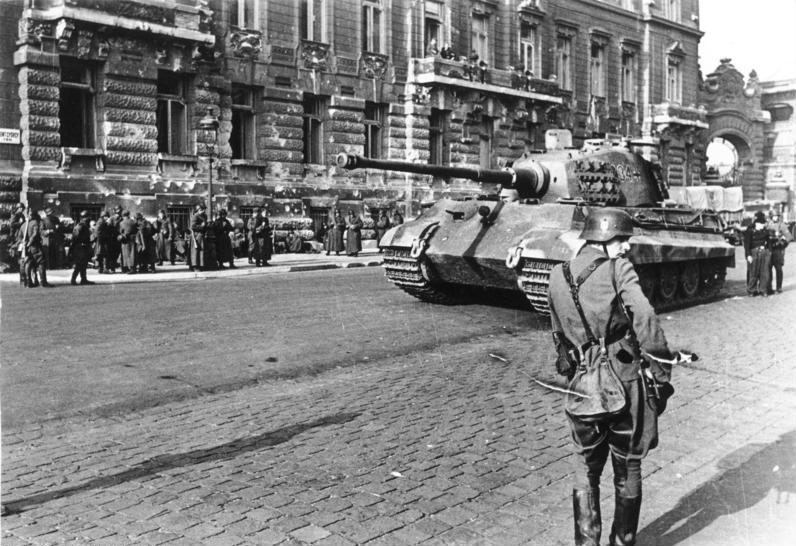
Voiture blindée allemande sur la place Saint-Georges, devant le palais de l'archiduc Joseph, 1944.

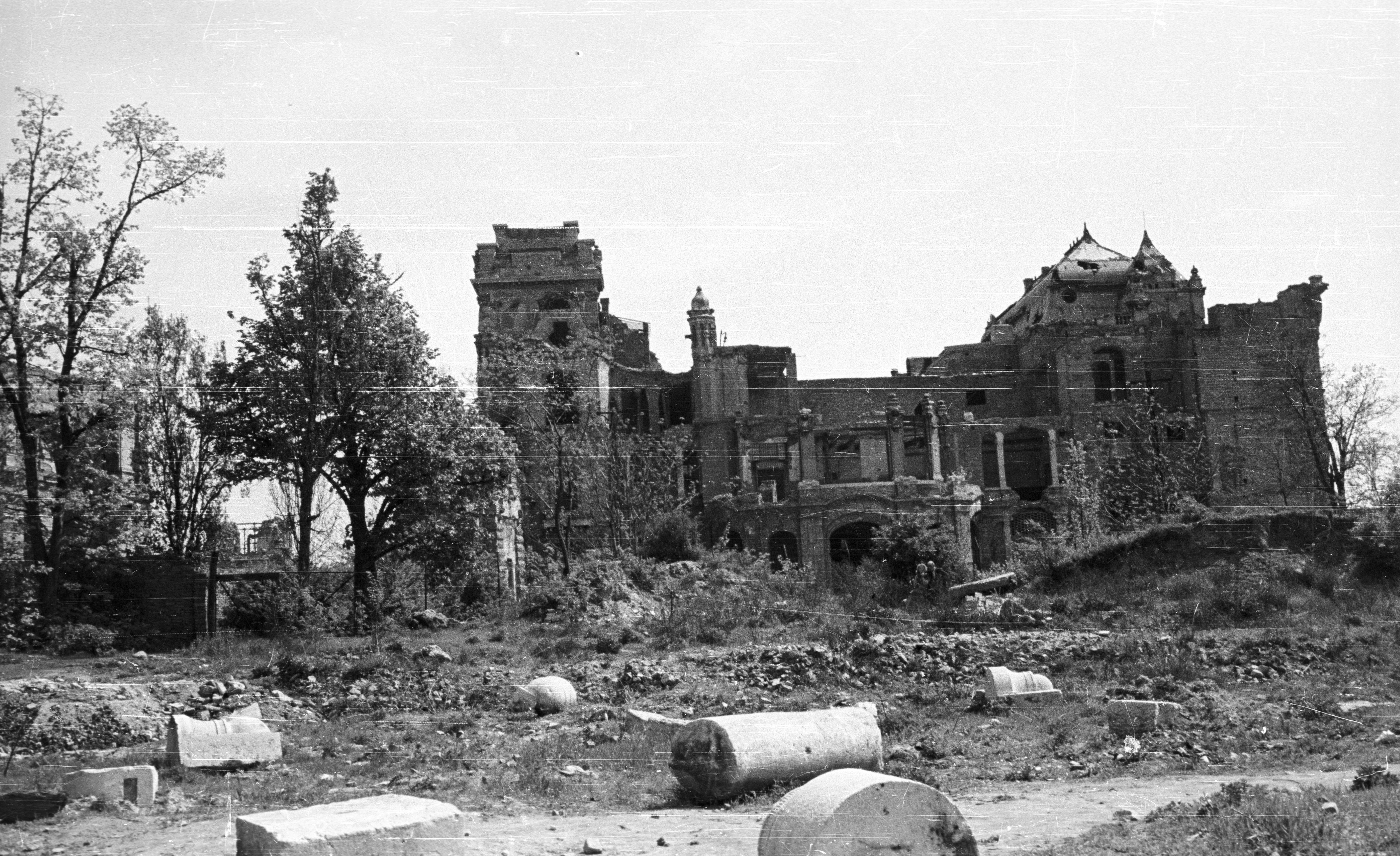
Les ruines du palais vues de la porte Fehérvár

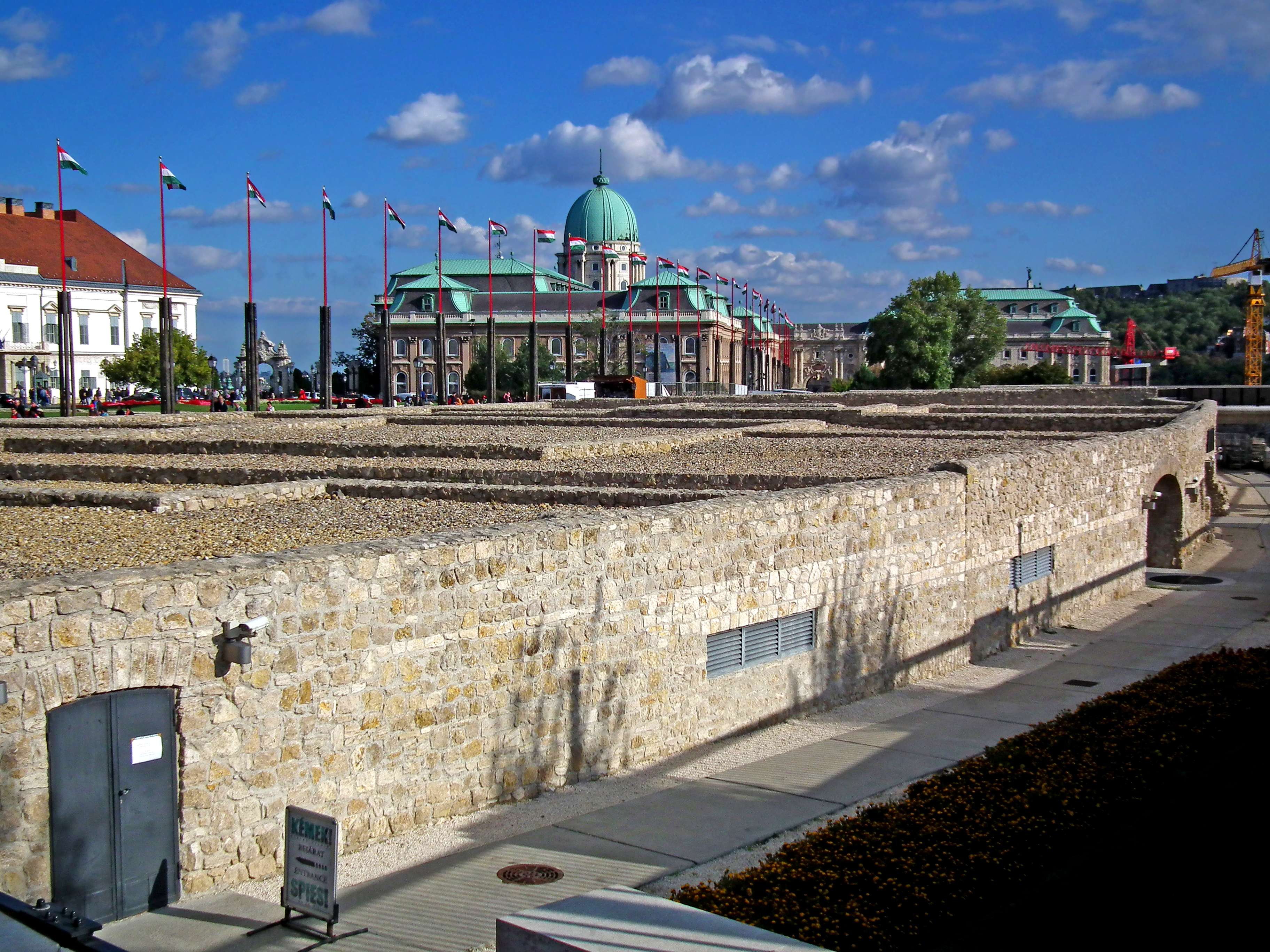
L'emplacement du palais en 2016

## Destruction
Pendant les Première et Seconde Guerres mondiales, le palais est habité par le fils de Joseph, l'archiduc Joseph-Auguste de Habsbourg et sa famille. Pendant le siège de Budapest, la façade ouest (Kristinaváros) du bâtiment est touchée par plusieurs tirs. La famille de l'archiduc s'enfuit vers l'ouest. 
Après la fin de la guerre, des travaux de déblaiement ont lieu dans les palais qui abrite alors un dortoir pour les étudiants industriels et d'une cantine ouvrière. Fermé en 1953, le bâtiment délabré demeure vide pendant longtemps et est incendié. En juin 1968, les restes des murs ainsi que les fondations sont démolis et le site est remblayé. 
Dans les années 1990, l'administration de l'État fait aménager sur le site un jardin archéologique présentant des ruines médiévales, et plus tard un musée souterrain est également créé en sous-sol.

## Le jardin Joseph
Au nord du palais, l'archiduc Joseph fait réaliser un jardin entre 1901 et 1906. En 1903, des écuries de style néo-Renaissance sont construites à l'extrémité nord. Après la Seconde Guerre mondiale, l'ensemble est détruit et remplacé par un jardin archéologique et un parking. Jusqu'en 2021, un musée du vin s'y trouvait.

## Reconstruction
Le 23 janvier 2019, le gouvernement hongrois a décidé de reconstruire le palais dans le cadre du programme national Hauszmann. Fin 2020, l'administration du château publie les images de synthèse du futur palais de et du jardin néo-Renaissance associé, ainsi que de l'écurie de la cour. L'accord de réalisation des travaux est signé le 15 juillet 2021 et les travaux commencent le lendemain. Le bâtiment du palais remplira un ensemble de fonctions culturelles, touristiques et administratives. Il est également prévu d'y installer la Cour constitutionnelle.

## Sources
- ↑ egykorhu:  A Teleki vagy József főhercegi palota (egykor.hu)
- ↑ urbface1:  Romkert: A volt Teleki-palota, I. kerület, Szent György tér 4., Lovarda utca 1. (urbface.hu)
- ↑ urbface2:  Romkert: A volt József-kert, I. kerület, Szent György utca 2., Palota út 9., Tóth Árpád sétány 1. (urbface.hu)
- ↑ basics:  Basics Beatrix: A Szent György tér ábrázolásai. Tanulmányok Budapest múltjából (epa.oszk.hu)
- ↑ Farbaky:  Farbaky Péter, « A Sándor-palota, a Teleki-palota, és az udvari istálló. A Szent György tér főbb épületeinek változásai az újkorban. Tanulmányok Budapest múltjából. », epa.oszk.hu

## Informations
- Városliget, Palais Budavári, Szent György tér. Forum des architectes, 19 juin 2014.
- Judit N. Kósa : Protection des monuments par le dynamitage, Népszabadság Online, 25/04/2015 (nol.hu)
- Architecte Giergl Kálmán
- Károly Magyar : Szent György tér - Palais Sándor, Ministère de la Guerre, Palais Teleki (http://budavar.btk.mta.hu)
- Esquisse conceptuelle de l'avenir du quartier du château de Buda. Forum des architectes, 6 mai 2011 (http://epiteszforum.hu)
- Ruines d'un empire : le quartier militaro-diplomatique souterrain et souterrain détruit de Budapest (falanszter.blog.hu)
- Photo du palais. (panoramio.com)
- L'architecte Flóris Korb, concepteur des palais New York et Klotild à Pest, est né il y a 155 ans (mtva.hu)
- Szent György tér de Budavar avant 1945. Images du livre d'István Czagány. (multbanezo.blogspot.hu)
- Dittrichné Vajtai Zsuzsanna, « Budapest Főváros I. kerületének története írásban és képekben » [PDF], Mek.Oszk.hu / budavar.hu, 2012 (consulté le 24 juillet 2017)